# Bundestagswahlkreis Dresden-Land – Freital – Dippoldiswalde
Der Bundestagswahlkreis Dresden-Land – Freital – Dippoldiswalde war von 1990 bis 2002 ein Wahlkreis in Sachsen. Er besaß die Nummer 320 und umfasste die Landkreise Dresden-Land, Freital und Dippoldiswalde. Im Rahmen der Wahlkreisreform von 2002, bei der die Anzahl der Wahlkreise in Sachsen von 21 auf 17 reduziert wurde, wurde das Gebiet des Wahlkreises auf die Wahlkreise Dresden II – Meißen I und 	Sächsische Schweiz – Weißeritzkreis aufgeteilt.
Das Direktmandat wurde stets von Rainer Jork (CDU) gewonnen.

## Bundestagswahl 1998
| Kandidaten                     | Kandidaten               | Parteien/Listen     | Erststimmen | Erststimmen | Zweitstimmen | Zweitstimmen |
| Kandidaten                     | Kandidaten               | Parteien/Listen     | Stimmen     | %           | Stimmen      | %            |
| ------------------------------ | ------------------------ | ------------------- | ----------- | ----------- | ------------ | ------------ |
|                                | Rainer Jorkgewählt im WK | CDU                 | 70.979      | 51,6        | 62.229       | 44,9         |
|                                | Renate Jäger             | SPD                 | 41.555      | 30,2        | 37.363       | 27,0         |
|                                | Christina Schenk         | PDS                 | 25.123      | 18,3        | 26.558       | 19,2         |
|                                | Andreas Warschau         | GRÜNE               | 6.277       | 4,6         | 7.509        | 5,4          |
|                                | Christian Epperlein      | F.D.P.              | 5.029       | 3,7         | 6.313        | 4,6          |
|                                | −                        | BüSo                | –           | –           | 186          | 0,1          |
|                                | −                        | BFB – Die Offensive | –           | –           | 764          | 0,6          |
|                                | –                        | Chance 2000         | –           | –           | 554          | 0,4          |
|                                | –                        | DVU                 | –           | –           | 5.131        | 3,7          |
|                                | –                        | GRAUE               | –           | –           | 694          | 0,5          |
|                                | Richard Hartig           | REP                 | 5.621       | 4,1         | 3.679        | 2,7          |
|                                | –                        | Pro DM              | –           | –           | 3.878        | 2,8          |
|                                | −                        | NPD                 | –           | –           | 1.724        | 1,2          |
|                                | –                        | ödp                 | –           | –           | 192          | 0,1          |
|                                | −                        | PBC                 | –           | –           | 339          | 0,2          |
|                                | Dieter Liepke            | DSU                 | 1.981       | 1,4         | –            | –            |
| Gesamt                         | Gesamt                   | Gesamt              | 137.598     | 100         | 138.497      | 100          |
|                                |                          |                     |             |             |              |              |
| Ungültige Stimmen              | Ungültige Stimmen        | Ungültige Stimmen   | 3.218       | 2,3         | 2.319        | 1,6          |
| Wähler                         | Wähler                   | Wähler              | 140.816     | 82,9        | 140.816      | 82,9         |
| Wahlberechtigte                | Wahlberechtigte          | Wahlberechtigte     | 169.920     |             | 169.920      |              |
|                                |                          |                     |             |             |              |              |
| Quellen: Der Bundeswahlleiter, |                          |                     |             |             |              |              |

## Bundestagswahl 1994
| Kandidaten                    | Kandidaten               | Parteien/Listen   | Erststimmen | Erststimmen | Zweitstimmen | Zweitstimmen |
| Kandidaten                    | Kandidaten               | Parteien/Listen   | Stimmen     | %           | Stimmen      | %            |
| ----------------------------- | ------------------------ | ----------------- | ----------- | ----------- | ------------ | ------------ |
|                               | Rainer Jorkgewählt im WK | CDU               | 76.139      | 60,9        | 70.834       | 56,2         |
|                               | –                        | SPD               | 24.365      | 19,5        | 22.358       | 17,7         |
|                               | –                        | PDS               | 18.819      | 15,1        | 17.495       | 13,9         |
|                               | –                        | GRÜNE             | –           | –           | 6.644        | 5,3          |
|                               | –                        | F.D.P.            | 5.622       | 4,5         | 5.203        | 4,1          |
|                               | –                        | GRAUE             | –           | –           | 716          | 0,6          |
|                               | –                        | REP               | –           | –           | 2.082        | 1,7          |
|                               | –                        | MLPD              | –           | –           | 41           | 0,0          |
|                               | –                        | ÖDP               | –           | –           | 264          | 0,2          |
|                               | –                        | PBC               | –           | –           | 356          | 0,3          |
| Gesamt                        | Gesamt                   | Gesamt            | 124.945     | 100         | 125.993      | 100          |
|                               |                          |                   |             |             |              |              |
| Ungültige Stimmen             | Ungültige Stimmen        | Ungültige Stimmen | 2.279       | 1,8         | 1.231        | 1,0          |
| Wähler                        | Wähler                   | Wähler            | 127.224     | 74,4        | 127.224      | 74,4         |
| Wahlberechtigte               | Wahlberechtigte          | Wahlberechtigte   | 171.069     |             | 171.069      |              |
|                               |                          |                   |             |             |              |              |
| Quellen: Der Bundeswahlleiter |                          |                   |             |             |              |              |

## Bundestagswahl 1990
| Kandidaten                  | Kandidaten               | Parteien/Listen   | Erststimmen | Erststimmen | Zweitstimmen | Zweitstimmen |
| Kandidaten                  | Kandidaten               | Parteien/Listen   | Stimmen     | %           | Stimmen      | %            |
| --------------------------- | ------------------------ | ----------------- | ----------- | ----------- | ------------ | ------------ |
|                             | Rainer Jorkgewählt im WK | CDU               | 77.378      | 57,7        | 76.847       | 57,1         |
|                             | Hellmuth Herrmann        | SPD               | 18.625      | 13,9        | 18.794       | 14,0         |
|                             | Annegret Berthold        | PDS               | 10.344      | 7,7         | 9.954        | 7,4          |
|                             | Jürgen Schwarz           | DSU               | 5.041       | 3,8         | 2.737        | 2,0          |
|                             | Heinrich Georgi          | F.D.P.            | 11.008      | 8,2         | 14.029       | 10,4         |
|                             | Uwe Wilhelm              | GRÜNE             | 8.419       | 6,3         | 7.342        | 5,5          |
|                             | –                        | BSA               | –           | –           | 26           | 0,0          |
|                             | Siegfried Höntsch        | LIGA              | 872         | 0,7         | 596          | 0,4          |
|                             | Bernd Schmidt            | DIE GRAUEN        | 2.407       | 1,8         | 1.957        | 1,5          |
|                             | −                        | REP               | –           | –           | 1.364        | 1,0          |
|                             | –                        | KPD               | –           | –           | 46           | 0,0          |
|                             | –                        | NPD               | –           | –           | 530          | 0,4          |
|                             | –                        | ÖDP               | –           | –           | 189          | 0,1          |
|                             | –                        | Patrioten         | –           | –           | 20           | 0,0          |
|                             | –                        | SpAD              | –           | –           | 23           | 0,0          |
|                             | –                        | VAA               | –           | –           | 114          | 0,1          |
| Gesamt                      | Gesamt                   | Gesamt            | 134.094     | 100         | 134.568      | 100          |
|                             |                          |                   |             |             |              |              |
| Ungültige Stimmen           | Ungültige Stimmen        | Ungültige Stimmen | 2.844       | 2,1         | 2.370        | 1,7          |
| Wähler                      | Wähler                   | Wähler            | 136.938     | 79,8        | 136.938      | 79,8         |
| Wahlberechtigte             | Wahlberechtigte          | Wahlberechtigte   | 171.501     |             | 171.501      |              |
|                             |                          |                   |             |             |              |              |
| Quellen: Statistik Sachsen, |                          |                   |             |             |              |              |

## Wahlkreissieger
| Wahl | Name        | Partei | Erststimmen |
| ---- | ----------- | ------ | ----------- |
| 1998 | Rainer Jork | CDU    | 45,3 %      |
| 1994 | Rainer Jork | CDU    | 60,9 %      |
| 1990 | Rainer Jork | CDU    | 57,7 %      |